# Thomas Hampson
Thomas Walter Hampson (Elkhart, Indiana, 28 de juny, 1955), és un baríton líric estatunidenc, un cantant clàssic que ha actuat arreu del món en importants teatres d'òpera i sales de concerts i ha fet més de 170 enregistraments musicals.
El repertori operístic de Hampson abasta una gamma de més de 80 papers, incloent-hi els papers principals de Don Giovanni de Mozart, Guillaume Tell i El barber de Sevilla de Rossini, Hamlet de Thomas i Ievgueni Oneguin de Txaikovski. El centre del seu repertori verdià continua sent Posa a Don Carlo, Germont a La traviata, els papers principals a Macbeth i Simon Boccanegra, i més recentment també Amfortas a Parsifal de Wagner i Scarpia a Tosca de Puccini.
Com a recitalista, Hampson ha guanyat reconeixement mundial pels seus programes, minuciosament investigats i construïts creativament, que exploren el ric repertori de cançons en una àmplia gamma d'estils, idiomes i períodes. És un dels intèrprets més importants de la cançó romàntica alemanya, especialment conegut per les seves interpretacions de la música de Gustav Mahler, i, amb la seva col·laboració en el projecte "Song of America" amb la Biblioteca del Congrés, s'ha convertit en l'"ambaixador" de la cançó americana.
La discografia diversa i extensa de Hampson li ha valgut un Premi Edison per la Trajectòria, quatre Premis Edison, quatre premis Echo, nombrosos VEB Deutsche Schallplatten, Premis Gramophone i Grand Prix du Disque, així com sis nominacions als Premis Grammy i un Premi Grammy. "Vienna Acoustics", una companyia musical austríaca, va anomenar un dels seus altaveus "The Hampson Edition".
Elisabeth Schwarzkopf va dir una vegada del seu estudiant: "[Thomas Hampson és] el millor cantant d'Europa ara mateix".

## Primers anys de vida i educació
Nascut a Elkhart, Indiana, Hampson té dues germanes més grans, amb qui cantava a l'església de petit. Va créixer a Spokane, Washington, on es va matricular a l'Eastern Washington State College (ara Eastern Washington University) a Cheney, especialitzant-se en ciències polítiques/govern. Paral·lelament, Hampson va obtenir una llicenciatura en Belles Arts en Interpretació Vocal al Fort Wright College sota la tutela de la germana Marietta Coyle. Durant els estius de 1978 i 1979, va estudiar amb Gwendolyn Koldowsky i Martial Singher a la "Music Academy of the West", on va guanyar el premi Lotte Lehmann. Després va continuar els seus estudis a la Universitat del Sud de Califòrnia Thornton School of Music, on va treballar amb el professor vocal Jack Metz i el baríton Horst Günter, un mentor de tota la vida. El 1980, com a conseqüència de guanyar l'audició de l'Òpera de San Francisco, va competir al Programa d'Òpera de Merola, en què va conèixer Elisabeth Schwarzkopf. El 1981, va ser un dels guanyadors de la final nacional de les Metropolitan Opera National Council Auditions.

## Inicis de la carrera
Una gira d'audicions per Europa a principis dels anys vuitanta li va portar un contracte amb la "Deutsche Oper am Rhein" de Düsseldorf, així com l'oportunitat d'estudiar amb  Elisabeth Schwarzkopf, a qui havia conegut al programa Merola. Durant els seus tres anys com a membre del conjunt de Düsseldorf (1981–84), va perfeccionar la seva experiència escènica amb diversos papers més petits, però també va tenir encàrrecs més importants, tant a Düsseldorf com a altres llocs. Va cantar el paper principal a Der Prinz von Homburg de Henze a Darmstadt, i Guglielmo, en una producció de Jonathan Miller de Così fan tutte de Mozart al Teatre de l'Òpera de Saint Louis, cosa que li va valer una atenció significativa als Estats Units.
El 1984, va començar un compromís a l'Opernhaus de Zuric com a baríton líric principal, participant entre d'altres en el llegendari cicle Harnoncourt-Ponnelle Mozart, incloent-hi totes les òperes de Da Ponte i el paper principal de la famosa producció de Don Giovanni de 1987. Els compromisos durant aquest temps també van incloure els amb companyies a Hamburg, Colònia i Viena, i el seu debut en un recital a Londres el 1984 al Wigmore Hall.
El seu debut en un recital als Estats Units va tenir lloc el 14 d'abril de 1986 al Town Hall de Nova York, on The New York Times el va elogiar per la seva "bona aparença, una presència escènica imponent i, fins i tot dins dels límits del format de recital, una teatralitat aparentment vívida...". Poc després, va debutar a la Metropolitan Opera el 9 d'octubre de 1986 com el Comte a Le nozze di Figaro. El 1986, va ser convidat a una audició per a Leonard Bernstein, cosa que va portar a la participació de Hampson en la representació semi escenificada de La bohème de Puccini a Roma el 1987, dirigida per Bernstein, i, poc després, a les seves llegendàries actuacions amb la Filharmònica de Viena de Kindertotenlieder (1988), Rückert-Lieder (1990) i Lieder eines fahrenden Gesellen (1990) de Gustav Mahler. A partir d'aquest moment, va ser reconegut com "un dels principals barítons lírics de finals de segle".

## Premis
- Hampson va rebre el Premi de Música Heidelberger Frühling 2020.[12]

## Vida personal
Hampson està casat amb Andrea Herberstein i té 3 fillastres d'ella. Té una filla, Meghan, del seu primer matrimoni, que va acabar en divorci el 1986. La seva filla gran, Catherine, està casada amb el cantant Luca Pisaroni, a qui va ser presentada pel seu pare. Després d'haver-se establert a Viena durant molt de temps, Hampson va començar a dividir el seu temps entre la ciutat de Nova York i Zuric.
Docència i beca

A més de la seva agenda d'actuacions, gran part de la carrera moderna de Hampson s'ha centrat en l'estudi i l'educació musical. El 2007, va ser nomenat membre del consell de la "Manhattan School of Music", on també forma part del Consell Assessor Artístic, càrrecs que li permeten impartir freqüentment classes magistrals per al Programa d'Aprenentatge a Distància de l'escola que es transmeten en directe a usuaris d'Internet i telèfons intel·ligents a tot el món.
El març de 2011, Hampson va continuar la seva dedicació a la cançó amb la inauguració de la primera Acadèmia de Lied com a part del Festival Heidelberger Frühling. Sota la direcció artística de Hampson, i amb la contribució d'artistes convidats destacats, com ara Graham Johnson, Brigitte Fassbaender i Nikolaus Harnoncourt, l'Acadèmia transforma cada any la ciutat alemanya en un punt de trobada internacional per al Lied.

## Repertori i enregistraments
Per conèixer el seu extens repertori de Thomas Hampson; aneu al seu arxiu de la Viquipèdia anglesa.